# Académie nationale de génie civil et d'architecture du Donbass
L' Académie nationale de génie civil et d'architecture du Donbas est une école de Kramatorsk en Ukraine.
La filière commençait par une branche de l'Université technique nationale du Donetsk en 1947, puis , fondé en 1972 comme académie indépendante. La dénomination 1993 institut d'ingénieur civil et l'actuelle est de 1994. En 1997 l'académie intégrait le Processus de Bologne.